# 숙경옹주
숙경옹주(淑慶翁主, 1420년 ~ 1494년)는 조선의 왕족으로, 태종의 16녀이자 서12녀이며, 어머니는 신빈 신씨이다.

## 생애
1420년(세종 2년) 태어났으며 태종과 신빈 신씨(신녕궁주)의 막내딸이다. 13세가 되던 1432년(세종 14년), 윤태산(尹太山)의 아들 파평군(坡平君) 윤암(尹巖)과 혼인하여 6남 1녀를 두었다.
숙경옹주의 묘소는 장단 고현 동마문곡에 있다.

## 가족 관계
- 아버지 : 태종(太宗, 1367 ~ 1422)
- 어머니 : 신빈 신씨(信嬪 辛氏, ? ~ 1435)
  - 오빠 : 함녕군(諴寧君, 1402 ~ 1467)
  - 오빠 : 온녕군(溫寧君, 1407 ~ 1454)
  - 언니 : 정신옹주(貞信翁主, ? ~ 1452)
  - 언니 : 정정옹주(貞靜翁主, 1410 ~ 1456)
  - 언니 : 숙정옹주(淑貞翁主, 생몰년 미상)
  - 언니 : 숙녕옹주(淑寧翁主, 생몰년 미상)
  - 언니 : 소신옹주(昭信翁主, ? ~ 1437)
  - 언니 : 소숙옹주(昭淑翁主, ? ~ 1456)

- 남편 : 파평군 윤암(坡平君 尹巖, ? ~ 1461)
  - 장남 : 윤준원(尹俊元)
  - 며느리 : 평산 신씨 - 감사 신자준(申自凖)의 딸
    - 손자 : 윤수천(尹壽千)
    - 손자 : 윤수팽(尹壽彭)
    - 손녀 : 행주 기씨 응교(應敎) 증 참판(贈 參判) 기찬(竒禶)의 처

  - 차남 : 윤준동(尹俊童)
  - 며느리 : 원주 김씨 - 부윤(府尹) 김연지(金連枝)의 딸
    - 손녀 : 밀양 박씨 박승수(朴承燧)의 처

  - 3남 : 윤준생(尹俊生)
  - 며느리 : 현감(縣監) 최제(崔濟)의 딸
    - 손자 : (양자)윤수의(尹壽義) - 윤준문(尹俊文)의 아들

  - 4남 : 윤준정(尹俊丁)
  - 며느리 : 덕수 이씨 - 봉례(奉禮) 이효조(李孝祖)의 딸
    - 손자 : 윤희인(尹希仁, 1465 ~ ?)

  - 5남 : 윤준민(尹俊民)
  - 며느리 : 경주 최씨 - 감사(監司) 최한경(崔漢卿)의 딸
    - 손자 : 윤파동(尹坡童)

  - 6남 : 윤준문(尹俊文)
  - 며느리 : 경주 이씨 - 사직(司直) 이석손(李碩孫)의 딸
    - 손자 : 윤수인(尹壽仁)
    - 손자 : 윤수의(尹壽義) - 윤준생(尹俊生)의 양자로 출계

  - 장녀 : 고령 신씨 신종흡(申從洽)의 처
    - 외손자 : 신렴(申濂)
    - 외손자 : 신빈(申濱)
    - 외손녀 : 전주 류씨 참봉(參奉) 류항(柳沆)의 처